# Peter Elliott (auteur)
Pour les articles homonymes, voir Elliott et Peter Elliott (homonymie).
Peter Elliott, né le 1er mars 1970 à Berchem-Sainte-Agathe (région de Bruxelles-Capitale), est un auteur, illustrateur et dessinateur belge de bande dessinée. Il publie également sous le nom de Laurent Liénard.

## Biographie
Peter Elliott naît le 1er mars 1970 à Berchem-Sainte-Agathe,. Il grandit à la campagne, dans le village d’Opprebais. Il s'ennuie à l'école. Il est fasciné par le travail graphique de son oncle pour Walt Disney. Son père lui propose, à l'âge de 16 ans, d'entrer à l’Institut Saint-Luc de Bruxelles, dans l’enseignement artistique qu'il fréquente pendant trois ans, en section Illustration. Il en sort en 1992. 
Ses premiers dessins paraîtront aux Éditions Averbode. Il entame immédiatement après une carrière d'illustrateur. Son premier album illustré, intitulé Sacha perd tout, publié sous le nom de Laurent Liénard, sort en 1994 chez Pastel. Cet ouvrage lui vaut d'être récipiendaire du prix Kinderjury 1995,. Il marque le début d'une longue collaboration avec L’École des loisirs. Il exécute également des travaux de publicité et de presse (Télé-moustique, Victor, Bizz, Forward et Pepper Plug). 
Il rencontre Rascal chez son éditeur, avec lequel il entame une  collaboration. Ensemble, ils signent une dizaine d'albums jeunesse : Poussin Noir (1997), C'est l'histoire d'un loup et d'un cochon (2000) et Barbedure (2001), toujours à L'École des loisirs. Puis, ils décident de se lancer dans un projet de bande dessinée et le proposent aux Éditions Delcourt en 2004. La série Étoile naît et le premier tome Le Petit Cirque est publié dans la collection « Jeunesse » en 2005. Le deuxième album intitulé L'Homme-chien sort l'année suivante.
Il publie de nombreux albums dont Farwest, illustré par Kitty Crowther.
Il travaille énormément pour la presse jeunesse, notamment pour Les Belles Histoires, I Love English, Pomme d’api, Astrapi ou J'aime lire.
En parallèle, il est aussi un musicien, chanteur et guitariste – il compose et enregistre des chansons en français pour les enfants et en anglais pour leurs parents. Il fait partie de Busty Duck, un groupe de Manic Rock. Il est inspiré par les Beatles ou  Sonic Youth. La musique fait partie de sa vie et de son travail au quotidien.
En outre, il réalise l'affiche du festival Anima en 2012. Il crée aussi Léon, un raton-laveur, mascotte du musée des 24 Heures du Mans.

## Œuvre

### Auteur-illustrateur
- L'Idée du chien, L’École des loisirs, Pastel, 1999  (ISBN 9782211053976)
- Les Chouettes aventures de Ringo, Nénette et Napoléon
  - Une journée à la mer, L’École des loisirs, Pastel, 2007  (ISBN 9782211087087)
  - La Soupe à la citrouille, L’École des loisirs, Pastel, 2008  (ISBN 9782211093194)
  - Le Trésor d'Ulysse, L’École des loisirs, Pastel, 2009  (ISBN 9782211095563)
- Quand je prends mon petit déjeuner, L’École des loisirs, Pastel, 2012  (ISBN 9782211208413)
- Quand je vais à l'école, L’École des loisirs, Pastel, 2012  (ISBN 9782211206600)
- Mon amour trop loin, L’École des loisirs, Pastel, 2013  (ISBN 9782211212649)
- Monsieur Rufus, L’École des loisirs, Pastel, 2015  (ISBN 9782211222471)
- L'Histoire vraiment très triste de Caca le chien qui pue, Amaterra, 2016  (ISBN 9782368560914)
- Et une girafe !, Bayard Jeunesse, 2022  (ISBN 9791036340239)
- À 4 pattes, Bayard Jeunesse, 2023  (ISBN 9791036357152)

### Auteur
- Farwest[9], illustré par Kitty Crowther, L’École des loisirs, Pastel, 2015  (ISBN 9782211230872).

### Illustrateur jeunesse
- Sacha perd tout, textes de Claire Masurel, L’École des loisirs, Pastel, 1994  (ISBN 2-211-02276-6)[5],[7]
- Poussin noir[12], textes de Rascal, illustré par Peter Elliott, L'École des loisirs, Pastel, 1997  (ISBN 9782211043304)
- C'est l'histoire d'un loup et d'un cochon, textes de Rascal, illustré par Peter Elliott, L'École des loisirs, Pastel, 2000  (ISBN 9782211056311)
- Barbedure, textes de Rascal, illustré par Peter Elliott, L'École des loisirs, Pastel, 2001  (ISBN 9782211062190)
- Les Histoires de l'oncle Tatoo, textes de Rascal, textes de Rascal, illustré par Peter Elliott, L'École des loisirs, Pastel, 2011  (ISBN 978-2-211-20296-1)
- C'est pas bon, textes de Rascal, illustré par Peter Elliott, L'École des loisirs, Pastel, 2018  (ISBN 9782211233774)
- Série Les Aventures de Grand Chien et Petit Chat[13], textes de Rascal, illustré par Peter Elliott, L'École des loisirs, Pastel.

1. Mes beaux sapins, 2020  (ISBN 9782211307499)
2. La Montagne à la mer,  2020  (ISBN 9782211303019)
3. Joyeux anniversaire, 2021  (ISBN 9782211312158)
4. Merci, 2022  (ISBN 9782211317443)
5. Petit sioux, 2023  (ISBN 9782211322003).

### Bande dessinée

#### Étoile
- 1 Le Petit Cirque[8], Delcourt, coll. « Jeunesse », Paris, mars 2005
Scénario : Rascal - Dessin et couleurs : Peter Elliott -  (ISBN 2-84789-712-7),réédition, L'École des loisirs, coll. « Mille bulles », 2010.
- 2 L'Homme-chien, Delcourt, coll. « Jeunesse », Paris, février 2006
Scénario : Rascal - Dessin et couleurs : Peter Elliott -  (ISBN 2-7560-0081-7),réédition, L'École des loisirs, coll. « Mille bulles », 2011  (ISBN 9782211203265)[14].

### Revues
Il travaille pour Les Belles Histoires, I Love English, Pomme d’api, Popi, Astrapi, J'aime lire, Mes premiers J'aime lire aux Éditions Bayard et Wapiti, Manon, Le Journal de Toto aux Éditions Milan. 
- Mes premiers J'aime lire[15], Bayard Jeunesse, dans le no 64 en 2007.
- J'aime lire[15], Bayard Presse, dans le no 490 en 2017.

## Prix et distinctions
- 1995 : prix Kinderjury[7] pour Sacha.

Un de ses ouvrages illustrés fait partie de la « Bibliothèque idéale » du Centre national de la littérature pour la jeunesse (BnF) en 2024 : Farwest (2018), illustré par Kitty Crowther.

#### Livres
: document utilisé comme source pour la rédaction de cet article.
- Pascale Eben et Karine Magis Magis, Répertoire des auteurs et illustrateurs de livres pour l'enfance et la jeunesse en Wallonie et à Bruxelles, Bruxelles, Wallonie-Bruxelles International, 2014, 192 p., ill. ; 26 cm (ISBN 9782930758008 et 2930758007, OCLC 944278134, lire en ligne), p. 88. .

### Vidéos
- [vidéo] « Interview de Rascal et Peter Elliott », sur YouTube